# Kollegiatstift Cölln

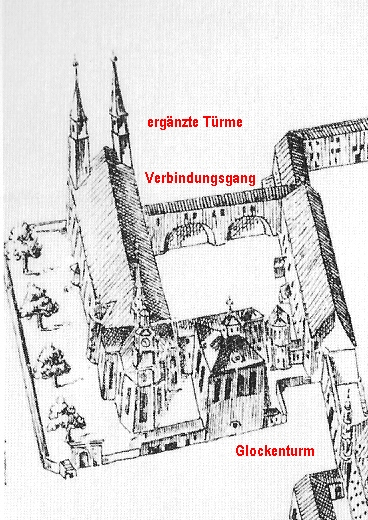
Gebäude des ehemaligen Kollegiatstifts 1685; deutlich erkennbar die ursprüngliche Dominikaner-Klosteranlage

Das Kollegiatstift Cölln (oft fälschlich Domstift) war ein Kollegiatstift in der Stadt Cölln im heutigen Zentrum Berlins von 1465 bis 1608.

## Geschichte
Das Stift wurde 1465 an der Erasmuskirche im Schloss der Kurfürsten in Cölln gegründet. 1469 wurden die Verfassung und die Einkünfte festgelegt.
1536 wurde das Stift in das benachbarte bisherige Dominikanerkloster verlegt, die dortigen Mönche gingen in das Kloster in Brandenburg oder wurden in das Domstift aufgenommen.
1539 wurde in der Domkirche erstmals das Abendmahl in beiderlei Gestalt ausgeteilt als Beginn der Reformation in Brandenburg, trotzdem behielt das Stift noch viele Jahre den katholischen Ritus bei. Erst 1577 wurde eine evangelische Gottesdienstordnung gedruckt. 1598 wurde beantragt, die alten ornamentbesetzten Gewänder abzuschaffen.
1608 wurde das Stift durch Kurfürst Joachim Friedrich aufgelöst, die Domkirche wurde zur Pfarrkirche.

## Verfassung
Das Kollegiatstift bestand seit 1469 aus neun Stiftsherren (und zu dieser Zeit fünf Chorschülern). Diese gehörten keinem Orden an, sondern waren Säkularkanoniker. Für sie galt offiziell Residenzpflicht, das heißt, sie waren verpflichtet, an den Chorgebeten regelmäßig selber anwesend zu sein, bei Androhung des Verlusts der Pfründe. Eine Vertretung durch Vikare wie in anderen Kollegiatstiften wird in den schriftlichen Nachrichten nirgends erwähnt.
Dem Kapitel stand ein Propst vor sowie ein Dekan, der das Stift nach innen organisierte. Daneben gab es einen Thesaurarius (Schatzmeister) und einen Plebanus (Pfarrer).
Das Stift wurde oft fälschlicherweise als Domstift bezeichnet, die Kapitulare als Domherren und die Kirche als Domkirche. Diese Bezeichnung stand eigentlich nur Stiften an Bistumskathedralen zu, die den Bischof wählten und unterstützten. Die falschen Bezeichnungen sollten das Stift aufwerten, auch in Konkurrenz zum Domstift Brandenburg.

## Wirtschaft
Das Stift verfügte über Einnahmen aus Zins- und Pachterträgen aus Landbesitz, aus Zöllen, Altären und Kirchen. Es besaß das Patronat der Kirchen in Schönefeld, Wustermark, Hoppenrade, Wesendahl, Ladeburg und Kaulsdorf.